# Шнеберг (Ерцгебирге)
Шнеберг (њем. Schneeberg) град је у њемачкој савезној држави Саксонија. Једно је од 69 општинских средишта округа Ерцгебирге. Према процјени из 2010. у граду је живјело 15.770 становника. Посједује регионалну шифру (AGS) 14521530.

## Географски и демографски подаци
Шнеберг се налази у савезној држави Саксонија у округу Ерцгебирге. Град се налази на надморској висини од 470 метара. Површина општине износи 23,3 km². У самом граду је, према процјени из 2010. године, живјело 15.770 становника. Просјечна густина становништва износи 676 становника/km².

## Међународна сарадња
| Мјесто     | Држава   | Врста сарадње | Од    |
| ---------- | -------- | ------------- | ----- |
| Верешеђхаз | Мађарска | партнерство   | 1996. |
| Извор      |          |               |       |